# 南蛇藤
南蛇藤（学名：Celastrus orbiculatus）为卫矛科南蛇藤属的植物，原產於中國，1879年引入北美，物種。

## 形态
藤状灌木；近圆形或宽椭圆形的叶子互生，有锯齿；夏季开花，腋生或顶生聚伞花序；近球形的蒴果裂开；种子有橙红色假种皮。

## 分布
分布在朝鲜、日本以及中国大陆的山东、江苏、四川、内蒙古、湖北、辽宁、安徽、浙江、河北、陕西、山西、江西、甘肃、黑龙江、吉林、河南等地，生长于海拔450米至2,200米的地区，一般生长在山坡灌丛中。

## 别名
蔓性落霜红（苏南） 南蛇风、大南蛇、香龙草（湖南长沙） 果山藤（湖南）

## 栽培種
- Celastrus orbiculatus Thunb. var. jeholensis (Nakai) Kitag.

## 延伸阅读
[在维基数据编辑]
 《植物名實圖考·南蛇藤》，出自吳其濬《植物名實圖考》

## 外部連結
- 南蛇藤, Nansheteng （页面存档备份，存于） 藥用植物圖像數據庫 (香港浸會大學中醫藥學院) （繁體中文）（英文）